# Carsten Ramelow
Carsten Ramelow (Berlijn, 20 maart 1974) is een Duits voormalig voetballer.
Ramelow kon als middenvelder en als verdediger worden ingezet, maar zijn voorkeur ging uit naar het middenveld. Hij begon zijn carrière bij Hertha BSC Berlin. In 1996 maakte hij de overstap naar Bayer 04 Leverkusen. Met Leverkusen behaalde hij de finale van de Champions League in 2002, die werd verloren van Real Madrid CF. Ramelow is meervoudig international voor Duitsland. Hij speelde op het WK in 2002 en op de EK's van 2000 en 2004.